# Пражмовский, Николай
Николай Ян Пражмовский (1617 — 15 апреля 1673, Уяздов) — польский политический и религиозный деятель.

## Биография
Представитель польского шляхетского рода Пражмовских герба «Белина». Сын Анджея Пражмовского. Епископ Римско-Католической Церкви. Гнезненский архиепископ, примас Королевства Польского и Великого княжества Литовского (11 октября 1666—1673). Интеррекс (1668—1669). Канцлер великий коронный (1658—1666), сенатор. Великий подканцлер коронный (1658), великий референдарий коронный (1652—1658). Епископ луцкий (1 декабря 1659—1664) и вармийский князь-епископ (13 ноября 1664—1666). Сподвижник польского короля Яна II Казимира. Принимал деятельное участие в заключении Оливского мира (1660), завершившего Северную войну. Вместе с Пацом и Морштыном стоял во главе так называемой «французской партии», поддерживавшей королеву Марию-Людовику в её планах возведения на престол французского принца и усиления монархической власти в Польше. Шляхта обвиняла Пражмовского в инициировании ссоры двора с Ежи Себастьяном Любомирским и во внушении Яну Казимиру мысли об отречении от престола, дававшем ему случай распоряжаться короной в качестве примаса. После отречения Яна Казимира в 1668 году поддерживал идею восшествия на польский престол московского царя Фёдора III Алексеевича.
Пражмовский был противником избрания на престол Михаила Корибута Вишневецкого (голосовал против от Познанщины) и во время его правления стоял во главе интриг и заговоров против короля, за что шляхетская конфедерация в Голембе присудила его в 1673 году, впрочем — без всяких практических результатов, — к лишению чести, имущества, должностей и к аресту. Согласно оценке ЭСБЕ, «был горячим патриотом, стремившимся к искоренению главных недостатков польского государственного права, ловким политиком и красноречивым оратором, но плохим духовным пастырем, человеком, мало стеснявшимся в средствах политической борьбы». Был похоронен в Ловичской базилике.
Перу Пражмовского принадлежат: «Wywód niewinności przeciwko niesłusznemu wyrokowi przeż konfederacyję pod Golebiem» (1672), «Mowa miana przy abdykacyi Jana Kazimierza», «Wotum na sejmie 1672».